# Нотасалґа
Нотасалґа (англ. Notasulga) — місто (англ. town) в США, в округах Мейкон і Лі штату Алабама. Населення — 914 особи (2020).

## Географія
Нотасалґа розташована за координатами 32°33′19″ пн. ш. 85°40′7″ зх. д. / 32.55528° пн. ш. 85.66861° зх. д. (32.555409, -85.668577).  За даними Бюро перепису населення США в 2010 році місто мало площу 36,14 км², з яких 35,75 км² — суходіл та 0,39 км² — водойми.

## Демографія
Згідно з переписом 2010 року, у місті мешкало 965 осіб у 430 домогосподарствах у складі 272 родин. Густота населення становила 27 осіб/км².  Було 494 помешкання (14/км²).
Расовий склад населення:
| - 65,0 % — білих - 33,3 % — чорних або афроамериканців - 0,1 % — корінних американців - 0,1 % — азіатів |

До двох чи більше рас належало 0,8 %. Частка іспаномовних становила 0,8 % від усіх жителів.
За віковим діапазоном населення розподілялося таким чином: 21,3 % — особи молодші 18 років, 61,8 % — особи у віці 18—64 років, 16,9 % — особи у віці 65 років та старші. Медіана віку мешканця становила 41,9 року. На 100 осіб жіночої статі у місті припадало 88,8 чоловіків;  на 100 жінок у віці від 18 років та старших — 82,5 чоловіків також старших 18 років.
Середній дохід на одне домашнє господарство  становив 44 346 доларів США (медіана — 37 273), а середній дохід на одну сім'ю — 49 981 долар (медіана — 52 083). За межею бідності перебувало 29,5 % осіб, у тому числі 49,7 % дітей у віці до 18 років та 9,0 % осіб у віці 65 років та старших.
Цивільне працевлаштоване населення становило 448 осіб. Основні галузі зайнятості: освіта, охорона здоров'я та соціальна допомога — 28,1 %, виробництво — 18,8 %, роздрібна торгівля — 10,7 %, мистецтво, розваги та відпочинок — 10,5 %.

## Відомі особистості
В поселенні народився:
- Зора Ніл Герстон (1891—1960) — афроамериканська письменниця.

## Галерея

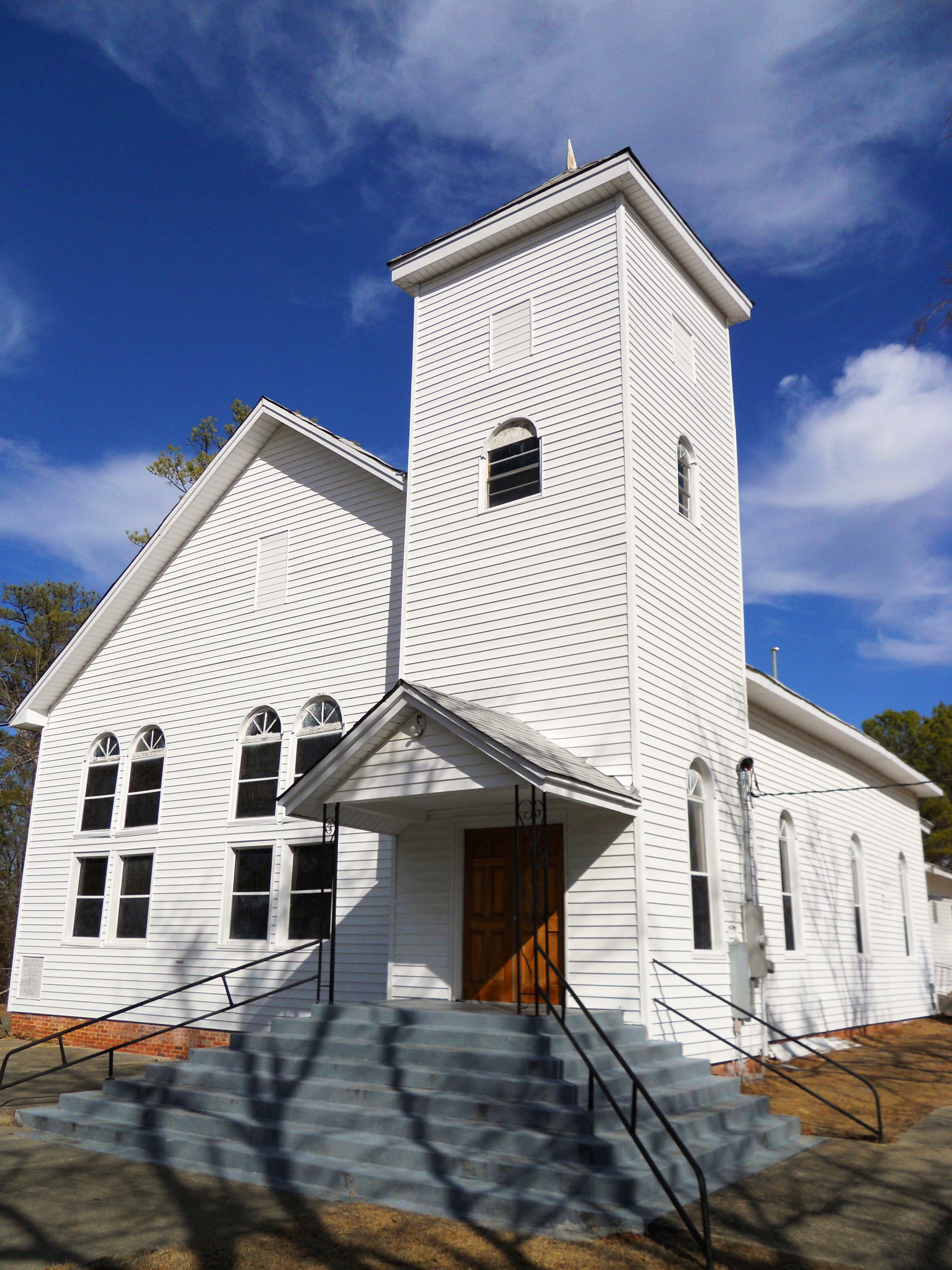
Місіонерська баптистська церква і школа Розенвальда. Включені до Національного реєстру історичних місць
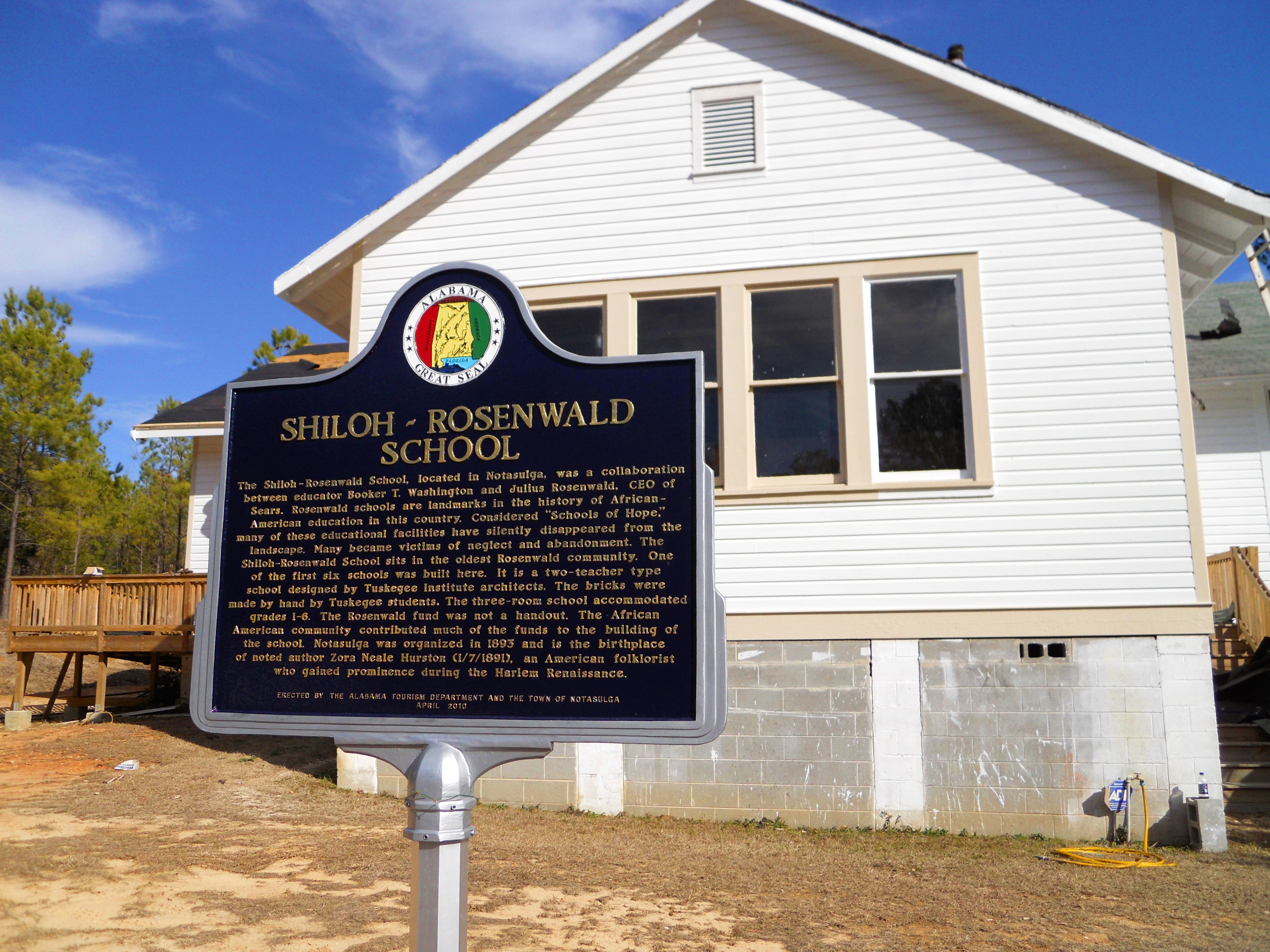
Школа
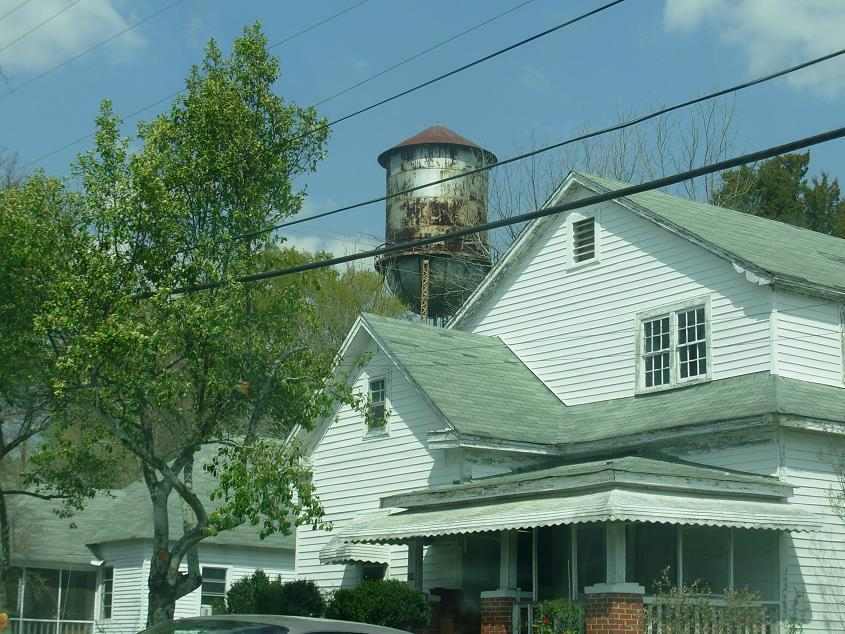
Один з історичних будинків неподалік від центру міста
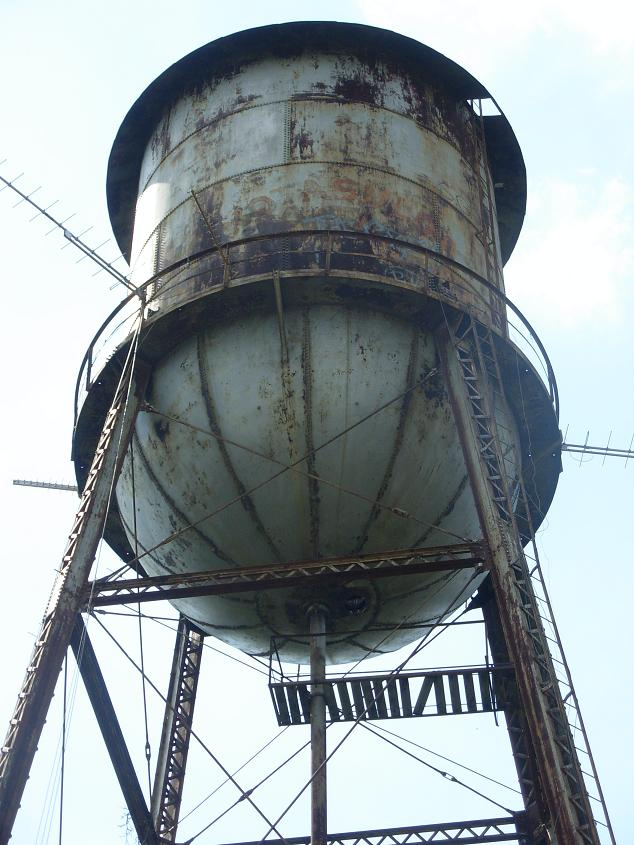
Стара водонапірна вежа
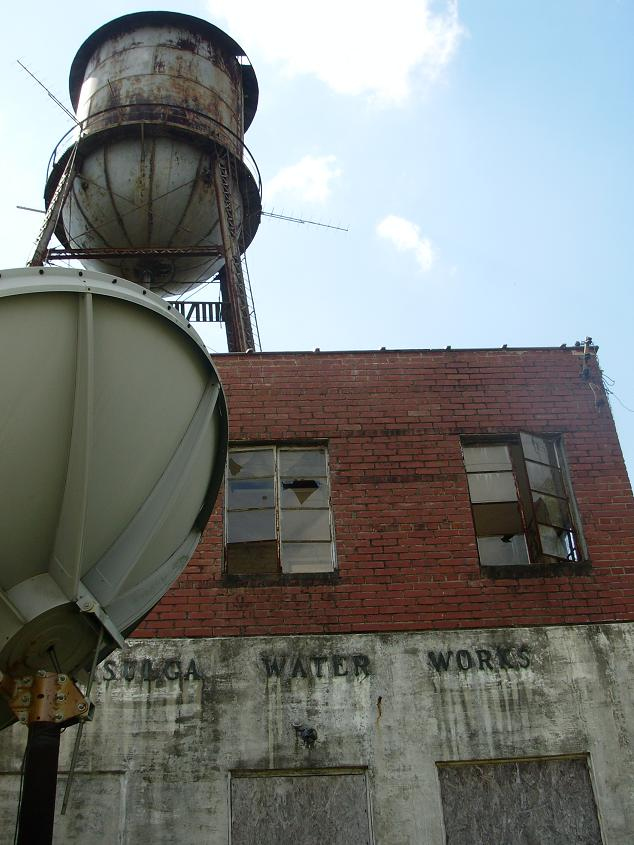
The Notasulga Water Works
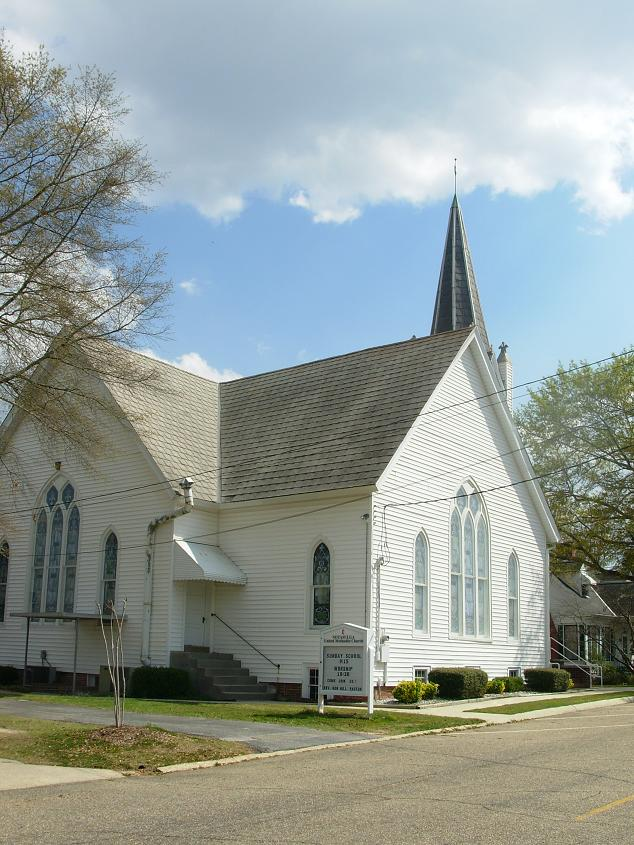
Методистська церква